# Bitwa morska w Hellesponcie
Bitwa morska w Hellesponcie – starcie zbrojne, które miało miejsce w roku 324 n.e. pomiędzy flotą Konstantyna i Licyniusza.
W wyniku klęski pod Adrianopolem Licyniusz schronił się w mieście Bizancjum, które zostało oblężone przez siły Konstantyna. Flota Konstantyna podążyła tymczasem w kierunku Hellespontu, gdzie latem 324 doszło do bitwy morskiej z flotą Licyniusza. Siły Konstantyna składały się z 80 okrętów, całością dowodził Kryspus. Flota Licyniusza to około 200 jednostek dowodzonych przez Abantusa.
Obie floty popłynęły ku sobie, przy czym dysponujący liczebną przewagą Abantus zamierzał okrążyć okręty Kryspusa. Szyk floty Licyniusza był bardzo rozproszony, a okręty były łatwym łupem dla doświadczonych żołnierzy Konstantyna. W wyniku starcia wiele jednostek Abantusa zostało zniszczonych, a znajdujący się na nich ludzie utonęli w morzu. O zmroku bitwa zakończyła się pewnym zwycięstwem floty Kryspusa. Następnego dnia większość uratowanych z pogromu jednostek Abantusa dostała się w silny sztorm, który zepchnął wiele okrętów na skały dopełniając dzieła zniszczenia. Straty po stronie Licyniusza wyniosły 130 okrętów i 5000 ludzi. Abantus z zaledwie czterema okrętami odpłynął do Azji, nieliczne pozostałe jednostki znalazły schronienie w portach Tracji.